# 或る夜の出来事

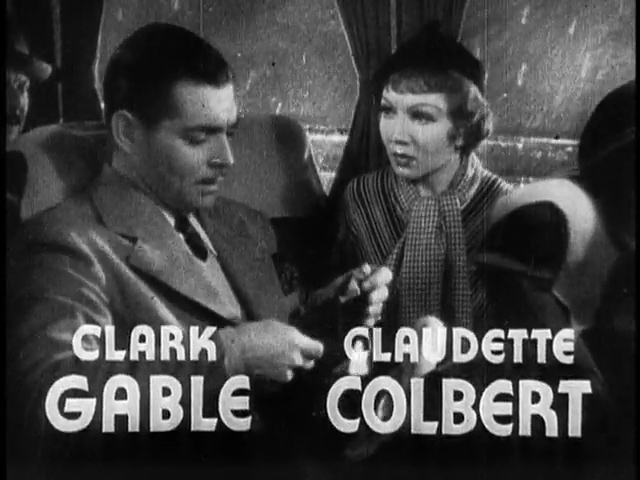
クラーク・ゲーブル(左)とクローデット・コルベール

『或る夜の出来事』（あるよのできごと、It Happened One Night）は、1934年のアメリカ合衆国のスクリューボール・コメディ映画である。コロンビア ピクチャーズ製作、白黒映画。  

## 略歴・概要
戦前の米国映画は、「ボーイ・ミーツ・ガール」という典型的な法則に支配されていた。つまり、一人の青年が一人の少女に会う。そして恋に落ちる。そこへごたごたが起きて二人の仲はピンチになるが、その危機は克服され、二人はめでたく結ばれる。というハッピーエンドで、特に軽い作品には時々見ることができる。この『或る夜の出来事』ではこの土台の上にいろいろな趣向をこらして、巧みな話術で展開した作品である。
おしゃれな台詞、キビキビした物語展開に、キャプラの弾むような演出のどれもが光る作品である。トーキー5年目にしてキャプラはトーキーを完全にマスターし、誰よりも鮮やかなストーリー・テラーとしての才能を全開させている。
第7回アカデミー賞では主要5部門でノミネートされ、5部門とも受賞した（作品賞、監督賞、主演男優賞、主演女優賞、脚色賞）。ちなみにこの5部門（脚色賞は脚本賞でもいい）を全て制することは、1975年の『カッコーの巣の上で』が成し遂げるまで出ないほどの大記録であった。

## 製作までの過程

### 短編小説の映画化
原作は当時の売れっ子作家サミュエル・ホプキンス・アダムズが、雑誌コスモポリタン8月号に載せた小説「夜行バス(Night Bus)」を、コロンビア・ピクチャーズが500ドルで映画化権を取得。名脚本家でキャプラのよき相棒でもあったロバート・リスキンがシナリオを書いた。監督のキャプラと脚本家のリスキンは、『一日だけの淑女』が完成するとすぐにこの作品の映画化に取りかかるが、当時はバスを綴った映画が何本か興行的に失敗に終わっていたため、彼らはタイトルを『或る夜の出来事』に変えたという。

### 主演スターが決まるまで
契約を結んでいる専属のスターがほとんどいない小さな映画会社だったコロンビアは、会社の方針として必要に応じてギャラの高い有名俳優を借りる事にしていた。当初キャプラが『或る夜の出来事』にMGMのスター、ロバート・モンゴメリーとマーナ・ロイを主役として起用したいと望んだため、コロンビアのハリー・コーンはMGMのボスであるルイス・B・メイヤーに脚本を送付。2人とも出演に応じられなかったが、メイヤーはその代わりにMGMの看板俳優クラーク・ゲーブルを出演させると断言し、コーンを驚かせた。実は、契約金の引き上げを要求していたゲーブルは、疲労で仕事が出来ないと言って病院に入院していたが、メイヤーはゲーブルの策略を見抜いており、お仕置きとしてゲーブルの貸し出しの手筈を整えた背景があった。弱小プロダクションでの仕事だったが仕事をするにつれてゲーブルは「あのシチリア野郎は大したタマだぜ」とコルベールに囁くなどキャプラを評価するようになった。
新聞記者ピーター・ウォーン役にゲーブルが決定すると、キャプラはエリー役のキャスティングに取り掛かったが、ミリアム・ホプキンス、マーガレット・サラヴァン、コンスタンス・ベネットなどに打診するも断られたキャプラは、パラマウントのスター女優、クローデット・コルベールに出演を打診したが、彼女も金持ちの娘役を演じたがらなかった。しかし、コルベールは「ノー」と言う代わりに、絶対に聞き入れないだろうと踏んで、ある申し出をした。それは「撮影期間は4週間で出演料は5万ドル」という条件を提示したのである。そして驚いた事に、コーンはこのコルベールの無茶苦茶とも言える条件を呑んだという。

## ストーリー
富豪の令嬢エリー（クローデット・コルベール）は、プレイボーイの飛行士・ウェストリーとの結婚をすすめる父親に反対していた。向こうっ気の強い娘に業を煮やした父親アンドルーズはエリーを海上に浮かぶヨットに監禁してしまう。そのやり方にいよいよ反発したエリーはヨットから海へとダイブし脱出に成功、マイアミからニューヨークに向かう夜行バスに乗り込んだ。
そこに乗り合わせたのが、上司とウマが合わず失業中の新聞記者ピーター（クラーク・ゲーブル）。ほんの些細な勘違いから2人は座席を争って大げんか、互いの第一印象は最悪であった。エリーがゴシップ欄をにぎわせている令嬢だと気付いたピーターはスクープを狙うが、2人を乗せたバスは大雨で立ち往生、エリーとピーターは乏しい持ち金をやりくりして、新婚夫婦と偽って安宿の一室に泊まることになる羽目に。女の貞操と男のメンツを保つために、ピーターは部屋の真ん中にロープを張り毛布を掛けて、「ジェリコの壁」と呼ぶ。
所持金も少なくなり、乗客の中にはエリーの正体に気付いてよからぬ企みをする者も現れたので、2人はバスを降りてヒッチハイクをしながらニューヨークを目指すことに。苦楽を共にしながら、お互いに魅かれあうが意地を張って素直になれない。ようやくニューヨーク近郊のモーテルまでたどり着いた夜、エリーはピーターに恋心を打ち明ける。だがピーターは無一文で彼女と結婚するわけにはいかないと思い、夜中にエリーを残してひとりモーテルを出た。2人の旅行記を新聞社に売って資金にするためだったのだが、翌朝目覚めたエリーは彼に捨てられたと早合点し、父親に連絡をとった。
エリーは半ば自暴自棄でウェストリーと結婚することになり、その知らせを聞いたピーターは憤る。結婚式の当日、ピーターはエリーの父アンドルーズの元を訪ねて、今回の珍道中のわずかばかりの経費を請求する。その態度を気にいったアンドルーズは、ピーターが本心ではエリーを愛していることを問いただす。そして娘のエリーにも、結婚への迷いとピーターへの愛情を自覚させるのだった。父親の助言を受けたエリーは、神父の前で新郎ウェストリーが「永遠の愛を誓います」と言った途端に逃げ出して、父親が用意していた自動車に乗ってピーターの元へと向かう。満足顔のアンドルーズは、ウェストリーに慰謝料10万ドルを払い、結婚を白紙に戻した。
モーテルでの新婚初夜、エリーとピーターを隔てていた「ジェリコの壁」はめでたく下ろされたのであった。

## キャスト
括弧内は日本語吹替（パブリックドメインDVDに収録）
- ピーター・ウォーン：クラーク・ゲーブル（相沢正輝）
- エリー：クローデット・コルベール（大坂史子）
- アンドルーズ：ウォルター・コノリー（遠藤純一）
- シェプリー：ロスコー・カーンズ
- ウェストリー：ジェムソン・トーマス（佐藤晴男）
- ゴードン：チャールズ・C・ウィルソン（新垣樽助）

## ギャラリー

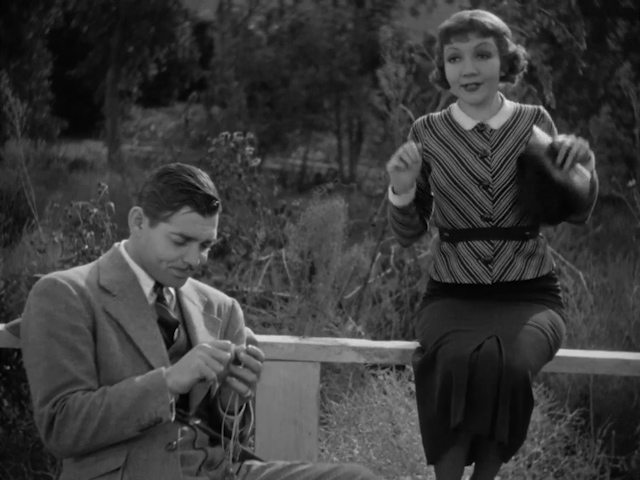
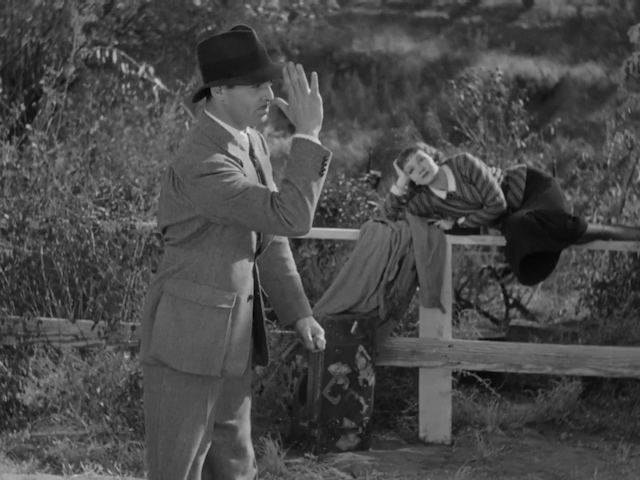
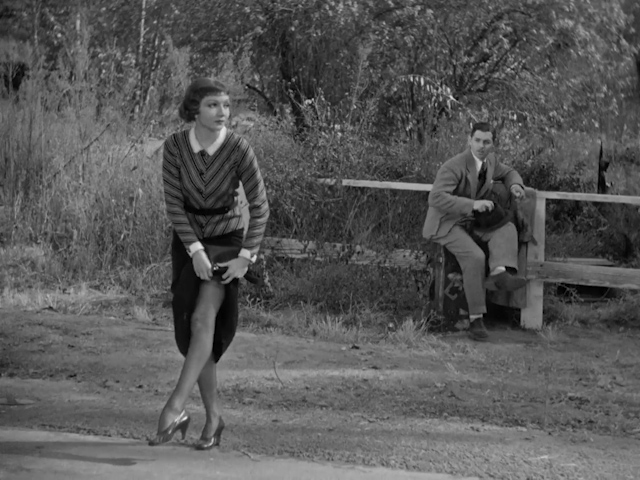

## スタッフ
- 製作：フランク・キャプラ、ハリー・コーン
- 監督：フランク・キャプラ
- 脚本：ロバート・リスキン
- 原作：サミュエル・ホプキンス
- 撮影：ジョセフ・ウォーカー
- 音楽：ルイス・シルヴァース
- 編集：ジーン・ハブリック

## 主な受賞歴

### アカデミー賞
受賞
アカデミー作品賞
アカデミー監督賞：フランク・キャプラ
アカデミー主演男優賞：クラーク・ゲーブル
アカデミー主演女優賞：クローデット・コルベール
アカデミー脚色賞：ロバート・リスキン